# Sibylle Meister

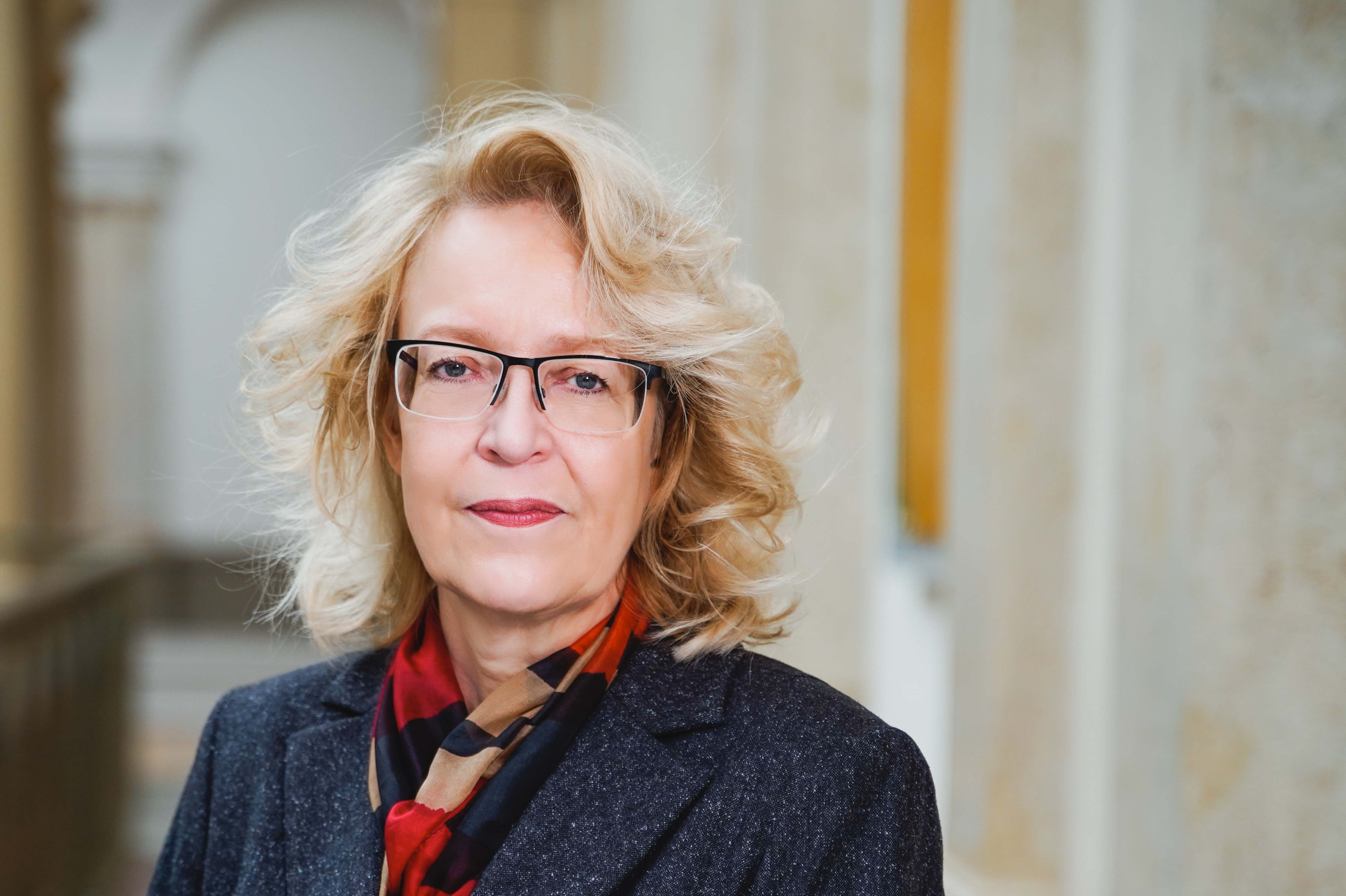
Sibylle Meister (2021)

Sibylle Meister (* 21. Mai 1963 in Pinneberg) ist eine deutsche Politikerin (FDP) und war 2001 bis 2006 sowie von 2016 bis 2023 Mitglied des Berliner Abgeordnetenhauses. Von 2016 bis 2018 war sie Landesvorsitzende der Berliner FDP.

## Ausbildung und Tätigkeit
Sibylle Meister bestand 1982 am Celtis-Gymnasium in Schweinfurt das Abitur. Sie studierte an der Friedrich-Alexander-Universität Erlangen-Nürnberg Betriebswirtschaftslehre und legte 1987 das Examen zur Diplomkauffrau ab. Seit 1988 arbeitete sie bei der Karstadt AG, kam 1992, nach Stationen in München und Hamburg, nach Berlin und leitete von 1995 bis 2004 die Buchabteilung im Karstadt-Warenhaus am Hermannplatz in Berlin-Kreuzberg. Von 2007 bis 2012 leitete Meister das Büro der Landesgeschäftsstelle der Berliner FDP als Hauptgeschäftsführerin. Inzwischen arbeitet sie als Investmentmaklerin.

## Politisches Engagement
Im Jahr 1990 trat Sibylle Meister der FDP bei. Im Berliner Landesverband war sie von 1997 bis 1998 Mitglied des Landesvorstands, ebenso 2000 bis 2007 und von 2014 bis 2016. Am 11. März 2016 wurde Sibylle Meister zur Vorsitzenden der FDP gewählt. Sie wird dem sozialliberalen Flügel zugerechnet. 
Bei der Berliner Wahl 2001 wurde sie im Bezirk Reinickendorf in das Abgeordnetenhaus von Berlin gewählt, dem sie bis 2006 angehörte. Nach der Wahl 2001 war Meister bei den Koalitionsverhandlungen zuständig für die Bereiche Kultur und Wissenschaft. Die Verhandlungen scheiterten jedoch und die Partei ging in die Opposition. In der Fraktion wurde sie kulturpolitische Sprecherin und Mitglied des Hauptausschusses. Außerdem gehörte Meister dem Kuratorium der Louise-Schröder-Medaille und des Lette-Vereins an. 
2016 erreichte die FDP bei der Wahl zum Abgeordnetenhaus 6,7 % und zog wieder in das Berliner Parlament ein. Dabei zog Meister erneut über die Bezirksliste Reinickendorf ins Abgeordnetenhaus. Sibylle Meister war seitdem haushaltspolitische Sprecherin und stellvertretende Fraktionsvorsitzende. Zudem war sie beratendes Mitglied im Kulturausschuss. Außerdem gelang es den Berliner Liberalen 2017 unter ihrem Vorsitz, bei dem von der FDP Berlin initiierten Volksentscheid zum Weiterbetrieb des Flughafens Tegel eine Mehrheit zu erlangen.
Beim Landesparteitag im März 2018 kandidierte Meister nicht erneut für den Vorsitz der Berliner Liberalen. Nach dem Scheitern der FDP an der Fünfprozenthürde bei der Wiederholungswahl zum 19. Abgeordnetenhaus im Februar 2023 schied Meister erneut aus dem Parlament aus.
Auf Bundesebene ist sie im Bundesfachausschuss Steuern und Finanzen aktiv.